# Józef Kimbar
Józef Kimbar, poljski general, * 1905, † 1974.